# Gymnasium Am Turmhof
Das Gymnasium Am Turmhof (GAT) wurde 1964/65 gegründet und ist ein ländliches Gymnasium. Die Schule liegt im Ortskern der Stadt Mechernich.

## Schulisches Angebot
Das GAT verfügt über einen ausgeprägten Schwerpunkt im MINT-Bereich und ist zertifiziert im Netzwerk MINT-EC. Darüber hinaus gibt es einen sprachlich-kulturellen Schwerpunkt, der in zahlreichen Austausch-Programmen zum Tragen kommt. 
In der Mittelstufe besteht über die Wahlmöglichkeit einer dritten Fremdsprache hinaus ein Angebot von teilweise fächerübergreifenden Kursen aus dem gesellschaftswissenschaftlichen und dem mathematisch-naturwissenschaftlichen Bereich, darunter Biologie/Chemie, physische Erdkunde oder Informatik.
In der Oberstufe bilden neben den Naturwissenschaften die Geistes- und Gesellschaftswissenschaften einen Schwerpunkt der Grund- und Leistungskurse. Für das Schuljahr 2023/2024 ist die Schule als Bündelungsgymnasium ausgewiesen.
Im sprachlich-literarisch-künstlerischen Bereich kann anstelle von Kunst oder Musik auch Literatur belegt werden. Der Kulturförderverein der Schule ist seit Jahrzehnten Veranstalter der Kleinkunstreihe Kultur am Turmhof (KAT), die mehrfach jährlich in der Aula des GAT stattfindet. Auch gastiert Lit.Eifel mit Lesungen, die sich im Schwerpunkt an Schülerinnen und Schüler richten. Vor dem Haupteingang wurde ein öffentlicher Bücherschrank aufgestellt.

## Schulpartnerschaften
Die Schule pflegt Partnerschaften und führt Schüleraustauschprogramme mit Schulen in Frankreich (Nyons), China (Qingdao), Finnland (Orivesi), England (Norwich) und Russland (Kemerovo) durch. Auch ist sie als Eramus+ zertifiziert. 

## Förderverein
Die Arbeit der Schule erfährt Unterstützung durch den Verein der Freunde und Förderer des Gymnasiums Am Turmhof e.V., der sich auch als Ehemaligenverein versteht und immer am dritten Samstag im September zum „Herbstball“ lädt. 

## Verkehrsanbindung
Durch die Eifelbahn (Ehrang – Mechernich – Hürth) und das öffentliche Busnetz ist eine gute Verkehrsanbindung gegeben. Der Nyonsplatz bietet kostenlose Parkplätze direkt vor der Schule.